# سلطان حسین میرزا
سلطان حسین میرزا، (۱۵۳۹ _ درگذشته ۱۵۷۶ قندهار) یک شاهزاده‌ صفوی پسر بزرگ بهرام میرزا و نوه شاه اسماعیل یکم بنیان‌گذار سلسله صفوی بود.

## زندگی‌نامه
سلطان حسین میرزا پسر بزرگ بهرام میرزا، برادرتنی شاه تهماسب یکم و کوچک‌ترین پسر شاه اسماعیل یکم و از همسرش تاجلی بیگم بود، مادرش زینب سلطان خانم شاهزاده‌خانم شروانشاهی بود.  
تاریخ دقیق تولد حسین میرزا به درستی مشخص نیست، وی پس از مرگ پدرش جانشین او شد، اولین حضور نظامی‌اش در طول جنگ‌های ایران و عثمانی در سال ۱۵۵۴ رخ داد. در این زمان شاه تهماسب دو گروه را برای مقابله با عثمانی‌ فرستاد، گروهی به سرداری اسماعیل میرزا و معصوم‌بیگ صفوی، گروه دیگر به سرداری حسین میرزا و شاهوردی سلطان زیاداوغلی. 

## حاکمیت قندهار
پس از رشادت‌هایی که وی در نبرد با عثمانی از خود نشان داد شاه تهماسب او را حاکم سیستان کرد و الله‌قلی سلطان ایجک اغلی استاجلو را لل‍ه او قرار داد. سپس شاه تهماسب او را مامور فتح قندهار کرد اما اولین تلاش برای فتح قندهار به دلیل خیانت محمد قلانی ناموفق بود. بار دیگر با کمک سایر امرا توانست قندهار، زمین‌داور و توابع آن را فتح کند. شاه تهماسب حاکمیت این منطقه را به او سپرد و حکومت سیستان را به برادرش سلطان بدیع‌الزمان میرزا سپرد.  
او به مدت بیست سال بر قندهار فرمانروایی کرد، طبق تواریخی که در دوره صفوی نوشته شده‌اند او در قندهار صاحب شوکت و اقتدار بود و به لطف وی قندهار به شهری مهم و آباد تبدیل شده بود. او تا زمانی که عمویش تهماسب زنده بود تابع دربار مرکزی بود اما پس از مرگ شاه تهماسب و به سلطنت رسیدن شاه اسماعیل دوم در قندهار به نام خود خطبه خواند و سکه ضرب کرد.
سلطان حسین میرزا پس از مدتی در ۲۱ رجب ۹۸۴  (۱۵۷۶ میلادی) در حدوداً ۳۷ سالگی  به مرگ طبیعی یا شاید مسمویت به فرمان اسماعیل دوم از دنیا رفت. احتمالا وجود وی باعث ترس اسماعیل شده بود و به همین دلیل تا زمانی که زنده بود دست به کشتار عموزاده‌های خود نزد. 

## خانواده
سلطان حسین میرزا با یکی از دختران شاه تهماسب نامزد شده بود، همانگونه که دو برادر دیگرش با دو دختر تهماسب ازدواج کردند، اما پس از مرگ وی این ازدواج ناکام ماند. او پنج پسر و یک دختر داشت:
- محمدحسین میرزا (قندهار ۱۵۶۴ – اعدام ۷ مارس ۱۵۷۷ قزوین) به فرمان شاه اسماعیل دوم در سن دوازده سالگی به قتل رسید.
- مظفرحسین میرزا (قندهار ۱۵۶۲ – ۱۶۰۳ دهلی) فرماندار قندهار (۱۵۷۸ تا ۱۵۹۵) بود. او به دربار اکبرشاه در هند پناهنده شد.
- سلطان رستم میرزا (قندهار ۱۵۶۵ – ۱ آوریل ۱۶۴۲) فرماندر زمین داور (۱۵۷۸ تا ۱۵۸۹) او به دربار اکبرشاه در هند پناهنده شد.
- سلطان ابوسعید میرزا (درگذشته ۱۵۹۷ دهلی) به دربار اکبرشاه در هند پناهنده شد.
- سلطان سنجر میرزا (درگذشته ۱۵۹۷ دهلی) همراه با برادرش به دربار اکبرشاه پناهنده شد.
- اُغلان‌پاشا خانم، درسال ۱۵۷۸ با سلطان حمزه میرزا ولیعهد صفوی  و درسال ۱۵۸۸ با شاه عباس یکم ازدواج کرد.[۲][۳]